# کاظم سیاح
کاظم سیاح افسر سپاه عثمانی و عضو کمیته زرگنده و رئیس ستاد ارتش در کودتای ۳ اسفند ۱۲۹۹.

## زندگی‌نامه
کاظم سیاح فرزند رضا در سال ۱۲۷۴ خورشیدی در تهران متولد شد، تحصیلات عالی خود را در مدرسه نظام استانبول با درجه افسری توپخانه به پایان برد؛ و در قشون عثمانی با درجهٔ افسری استخدام گردید. جزو دستهٔ توپخانهٔ سپاهیان عثمانی در بغداد با انگلیس‌ها جنگید و سرانجام اسیر شد و او را در هندوستان به زندان انداختند. پس از اتمام جنگ بین‌الملل اول از زندان آزاد شد و به ایران بازگشت و با کمک سیدضیاءالدین طباطبایی با درجهٔ سلطانی به استخدام ژاندارمری درآمد. وی عضو آجودان و وابستهٔ نظامی هیئتی بود که به ریاست سیدضیاءالدین طباطبائی برای انعقاد قرارداد عازم قفقاز گردید و در همین مسافرت بود که با کلنل اسمایس انگلیسی که در ایران مأموریت داشت آشنا شد و به توصیه او در اردوی نظامی قزوین مشغول خدمت گردید.
سیاح به اتفاق ماژور مسعود کیهان مشغول خدمت در اردوی نظامی قزوین شدند و در همین زمان از نقشه ژنرال آیرنساید برای یک کودتای نظامی در ایران اطلاع پیدا کرد و گام به گام در اجرای نقشه با او بود. پس از انتخاب رضا خان میرپنج به عنوان عامل نظامی کودتا، سباح و کیهان با او نزدیک شدند و در تمام موارد او را یاری می‌دادند. در شب سوم حوت ۱۲۹۹ در شاه‌آباد نزدیک تهران بین پنج نفر که عبارت بودند از سید ضیاءالدین، میرپنج رضاخان، سرتیپ احمدآقاخان، ماژور مسعود کیهان و کاظم‌خان قسم‌نامه‌ای امضا شد و او از اعضا اصلی کمیته زرگنده بود.

## شرکت در کودتا
کاظم سیاح یکی از عوامل اصلی کودتای ۱۲۹۹ بود. زمانی که نیروی قزاق به فرماندهی رضاخان میرپنج از قزوین عازم تهران بود او ریاست ستاد ستون را برعهده داشت. . پس از ورود قوای قزاق به تهران، سیاح پس از زدوخوردی مختصر، شهربانی را به تصرف درآورد و ژنرال وستداهل را در منزلش توقیف نمود.
پس از فتح تهران در ۴ اسفند رضاخان اعلامیه‌ای در ۹ ماده صادر کرد که درآخرین ماده آن کاظم خان سیاح را به سمت فرماندار نظامی تهران انتخاب کرد و همچنین او را از درجه سروانی به سرهنگی دومی (کلنل) ارتقا داد، در این سمت بود که شهربانی را خلع سلاح و عده‌ای از رجال کشور را به دستور سیدضیاءالدین دستگیر و زندانی کرد. وی تا اردیبهشت ماه ۱۳۰۰ حاکم نظامی تهران بود و در ۲۷ اردیبهشت ماه از طرف رضاخان، به ریاست ارکان حرب (ستاد ارتش) برگزیده شد.
کلنل کاظم خان سیاح در خرداد ۱۳۰۰ پس از عزل سید ضیاءالدین طباطبایی به همراه او از راه عراق به برلن رفت و مدت‌ها در آنجا همراه همسر قفقازی خود زندگی کرد، سیاح در برلن و با کمک جمالزاده، رضا تربیت، و طاهر زاده بهزاد مجمعی با عنوان مجلس دوستان ترتیب داد که هدف اصلاحات اجتماعی داشت.
سیاح پس از تبعید رضاشاه در ۱۳۲۱ به ایران بازگشت و رئیس پیشه و هنر اصفهان و فارس و یزد شد. سپس در وزارت کشور مدیرکل اداره عمران شد و از آبان ۱۳۲۴ امور انتخابات و اداره سیاسی نیز به او داده شد. بعد از تأسیس سازمان برنامه به آنجا انتقال یافت و سرانجام در ۱۳۲۸ از طرف حسن مشرف نفیسی، به معاونت سازمان برنامه منصوب شد. در سال ۱۳۳۱ گروهی را با هدف مبارزه با کمونیسم بنام شبکه سیاح راه اندازی نمود. سرانجام کاظم سیاح در ۱۳۴۹ درگذشت.و در گورستان ظهیرالدوله تهران به خاک سپرده شد.